# Frères dans la mort
Pour plus de détails, voir Fiche technique et Distribution.
Frères dans la mort (Somewhere in Sonora) est un film américain réalisé par Mack V. Wright, sorti en 1933.

## Synopsis
John Bishop est accusé à tort d'avoir triché lors d'un rodéo en Arizona, mais se lie d'amitié avec Bob Leadly, qui s'arrange pour le libérer de prison. Pour le remercier, John se rend dans l'état de Sonora au Mexique pour chercher Bart, le fils de Leadly, qui serait un membre du gang de Monte Black. John est accompagné de Riley et Shorty, deux de ses amis. En chemin, John sauve Mary Burton d'une charge d'un troupeau de chevaux et, après avoir appris qu'elle rend visite à son père qui a une mine d'argent près de Sonora, il l'escorte au ranch Burton ranch. Lors d'une tentative pour retrouver Bart, John est capturé par les bandits, mais se fait passer pour l'un d'entre eux. Il parle souvent de la ville de Twin Falls, afin d'éveiller l'attention de Bart. Black prépare un raid sur la mine de Burton mais, se méfiant de John et de Bart, il les laisse en arrière pour garder les chevaux. Dans l'incapacité de prévenir lui-même ses amis, il envoie son cheval Duke faire sonner la cloche d'alarme. Pendant ce temps, John et Bart desserrent les selles pour retarder la fuite des bandits. John et Bart se cachent dans les collines, et envoient Duke chercher de l'aide. Les policiers mexicains, prévenus par Mary, arrivent  à temps.

## Fiche technique
- Titre original : Somewhere in Sonora
- Titre français : Frères dans la mort
- Réalisation : Mack V. Wright
- Scénario : Joseph Anthony Roach, d'après le roman Somewhere South in Sonora de Will Levington Comfort (en)
- Photographie : Ted D. McCord
- Montage : William Clemens
- Musique : Leo F. Forbstein
- Production : Leon Schlesinger
- Production associée : Sid Rogell
- Société de production : Leon Schlesinger Studios
- Société de distribution : Warner Bros.
- Pays d'origine :  États-Unis
- Langue originale : anglais
- Format : noir et blanc — 35 mm — 1,37:1 — son Mono (Western Electric Noiseless Recording)
- Genre : Western
- Durée : 59 minutes
- Date de sortie :
  - États-Unis : 27 mai 1933

## Distribution
- John Wayne : John Bishop
- Henry B. Walthall : Bob Leadly
- Shirley Palmer (en) : Mary Burton
- Ann Fay : Patsy Ellis
- J.P. McGowan : Monte Black
- Paul Fix : Bart Leadly
- Ralph Lewis : Kelly Burton
- Frank Rice : Riley
- Billy Franey : "Shorty"
- Bud Osborne (non crédité) : homme de main

## À noter
- Ce film est le remake de Somewhere in Sonora (1927) d'Albert S. Rogell avec Ken Maynard